# Джим Пийбълс
Филип Джеймс Едуин Пийбълс (на английски: Phillip James Edwin Peebles) е канадско-американски астрофизик.
Роден е на 25 април 1935 година в Сен Бонифас, днес част от Уинипег, в семейството на служител на местната зърнена борса. Получава бакалавърска степен от Манитобския университет, след което отива в Принстънския университет, през 1962 година защитава докторат, след което остава да работи там. През следващите десетилетия се налага като един от водещите специалисти в теоретичната космология с изследвания на реликтовото излъчване, нуклеосинтеза, тъмната материя и формирането на едромащабните структури на Вселената.
През 2019 година Джим Пийбълс получава Нобелова награда за физика „за теоретични открития във физическата космология“, заедно с швейцарските астрономи Мишел Майор и Дидие Кело.